# 加勒拉斯火山
加勒拉斯火山（西班牙語：Volcán Galeras），是哥倫比亞納里尼奧省的一座複式火山，這座海拔4,276米的火山是該國最活躍的火山，第一次有記錄的火山爆發是1580年12月7日。加勒拉斯火山最近一次爆發在2010年1月3日，8,000名居民需要疏散。
國際火山學與地球內部化學協會（IAVCEI）將加勒拉斯火山列為十年火山。

## 外部連結
- GOES imagery of the 03 January 2010 eruption (CIMSS Satellie Blog)（页面存档备份，存于）
- Galeras volcano website
- Watch Galeras in realtime
- . 全球火山作用计划. 史密森尼学会.
- VolcanoWorld information
- BBC on the November 2005 eruption.（页面存档备份，存于）
- Colombia: Galeras volcano situation map（页面存档备份，存于）